# Dzielnica Sulejówek
Dzielnica Sulejówek (do 30 VI 1952 gmina Sulejówek; od 1 I 1958 osiedle Sulejówek) – dawna dzielnica powiatowa, czyli podstawowa jednostka administracyjna Polskiej Rzeczypospolitej Ludowej, funkcjonująca tylko na terenie powiatu miejsko-uzdrowiskowego Otwock w latach 1952–1957. W okresie tym stanowiła ona najmniejszą – obok miast i gmin (1952–54) oraz miast, osiedli i gromad (1954–57) – jednostkę podziału terytorialnego kraju.
Dzielnice, z dzielnicowymi radami narodowymi (DzRN) jako organami władzy najniższego stopnia, funkcjonowały od momentu utworzenia powiatu miejsko-uzdrowiskowego Otwock w lipcu 1952 do momentu jego zniesienia z początkiem 1958 roku. Ponieważ powiat miejsko-uzdrowiskowy Otwock  nie był zaliczany do powiatów ziemskich lecz do miejskich (grodzkich), jego dzielnice były jednostkami miejskimi. Dlatego też, kiedy jesienią 1954 w związku z reformą reorganizującą administrację wiejską na obszarze całego kraju zniesiono gminy zastępując je przez gromady, dzielnice powiatu miejsko-uzdrowiskowego Otwock nie uległy zmianom. Doszło do tego (częściowo) dopiero 1 stycznia 1958, kiedy powiat miejsko-uzdrowiskowy Otwock zniesiono, przekształcając go w zwyczajny powiat otwocki.
Dzielnicę Sulejówek z siedzibą DzRN w Sulejówku (wówczas wsi) utworzono – jako jedną z 8 dzielnic powiatowych na obszarze Polski – 1 lipca 1952 w powiecie miejsko-uzdrowiskowym Otwock w woj. warszawskim, na mocy rozporządzenia  Rady Ministrów z 3 maja 1952. Powstała ona z obszaru dotychczasowej (terytorialnie zmienionej) wiejskiej gminy Sulejówek ze zniesionego równocześnie powiatu warszawskiego w tymże województwie. W sumie dzielnicy objęła obszar dawnych 8 gromad: Cechówka, Długa Szlachecka, Grzybowa, Sulejówek, Wola Grzybowska (zmniejszona), Zbójna Góra, Żórawka i Żwir. W październiku 1954 dla dzielnicy ustalono 27 członków dzielnicowej rady narodowej.
Dzielnica Sulejówek przetrwała do końca 1957 roku, czyli do chwili zniesienia powiatu miejsko-uzdrowiskowego Otwock. 1 stycznia 1958 nadano jej status osiedla, przez co nigdy nie stała się gromadą (w skład osiedla Sulejówek weszła także miejscowość Szkopówka ze zniesionej dzielnicy Wesoła). Prawa miejskie osiedle Sulejówek otrzymało 18 lipca 1962.